# Ham-sur-Meuse
 Ham-sur-Meuse  là một xã ở tỉnh Ardennes, thuộc vùng Grand Est ở phía bắc nước Pháp.